# Miguel López de Legazpi
Miguel López de Legazpi (c 1502. – 20. kolovoz 1572), također poznat kao El Adelantado i El Viejo (stari)  je baskijsko-španjolski navigator i guverner koji je osnovao prvo španjolsko naselje u Istočnoj Indiji kada je njegova ekspedicija prešla Tihi ocean od Potkraljevstva Nove Španjolske u današnjem Meksiku, i osnovala Cebu na Filipinima godine 1565. On je bio prvi glavni upravitelj Španjolske istočne Indije koja je uključivala Filipine i druga pacifička otočja, kao što su npr. Guam i Marianski otoci. Nakon postizanja mira s raznim autohtonim narodima i kraljevstvima, Miguel López de Legazpi napravio je Manilu glavnim gradom Španjolske Istočne Indije 1571. godine Glavni grad pokrajine Albay na Filipinima, Legazpi, nosi njegovo ime.

## Meksiko
Godine 1528., Hernán Cortés je osnovao naselja u Sjevernoj Americi a López de Legazpi je putovao u Meksiko (Novu Španjolsku) kako bi započeo novi život. To je bilo zbog smrti roditelja i nezadovoljstva svojim najstarijim bratom, koji je naslijedio obiteljsko bogatstvo. U Tlaxcali je radio s Juanom Garcésom i Juanovom sestrom Isabel Garcés. López de Legazpi će oženiti Isabel i imati devetero djece s njom. Isabel je umrla sredinom 1550-tih.
Između 1528. i 1559. godine radio je kao vođa odjela financijskog vijeća i kao građanski guverner Mexico Cityja.

## Ekspedicija na Filipine
Godine 1564.,  potkralj Luis de Velasco je ovlastio Legazpija za vođenje ekspediciju na Tihi ocean, kako bi pronašli Otoke začina gdje su ranije doplovili istraživači Ferdinand Magellan i Ruy López de Villalobos godine 1521. tj.   1543. Ekspediciju je naredio kralj Filip II., po kojem je Ruy López de Villalobos nazvao Filipine. Potkralj je umro u srpnju 1564., ali su Audiencia i López de Legazpi završili pripreme za ekspediciju.
Dana 19. ili 20. studenog, 1564., pet brodova i 500 vojnika isplovilo je iz luke Barra de Navidad, Nova Španjolska (što je sada savezna država Jalisco), Meksiko (drugi izvori daju datum 1. studenog 1564. godine, i spominju "četiri broda i 380 ljudi ").  Među članovima ekspedicije bili su   šestorica augustinaca misionara, osim vlč Andrésa de Urdanete, koji je služio kao navigator i duhovni savjetnik, Melchor de Legazpi (sin Adelanta de Legazpija), Felipe de Salcedo (unuk Miguela Lopeza de Legazpija), te Guido de Lavezarez (preživjeli iz ekspedicije Ferdinanda Magellana).
López de Legazpi i njegovi ljudi su plovili   Tihim oceanom   93 dana. Godine 1565. su doplovili na Marijanske Otoke, gdje su se nakratko usidrili i nadopunili svoje zalihe. Tamo su se borili s Chamorro plemenom i spalili nekoliko koliba.

### Dolazak na Filipine
Legazpijeva ekspedicija se usidrilo u blizini Indianiziranog Rajanata Cebu 13. veljače 1565., ali nije pristupila obali zbog protivljenja domorodaca:. 77
Dana 22. veljače 1565 ekspedicija je stigla na otok Samar i načinilo krvavo pobratimljenje Datu Urrao. Španjolci su zatim nastavili do Limasawe gdje ih je primio Datu Bankaw,  zatim do Bohola gdje su se sprijateljili su Datuom Sikatunom i radžom Sigalom. Dana 16. ožujka, Legazpi napravio krvavo pobratimljenje s Datu Sikatuna:. 77
Dana 27. travnja 1565., ekspedicija se vratila na Cebu i tamo se usidrila. Radža Tupas izazvao je Španjolce, ali su ga svladali. Španjolci su uspostavili koloniju, nazvavši naselja  "Villa del Santísimo nombre de Jesus" (Grad Presvetog Imena Isusova) po slici Sto. Niño u jednom od domorodačkih kuća

### Panay i Mindoro
Godine 1569., zbog nedostatka opskrbe hranom u Cebuu, Legazpi se prebacio na Panay, gdje su ih mirno su pozdravili ljudi u Konfederaciji Madya-jer su oni osnovali drugo naselje na obali rijeke Panay.  Godine 1570., Legazpi je poslao svog unuk Juana de Salceda, koji je stigao iz Meksika 1567., na Mindoro (položajem na Huangdomu Ma-i) da kazni Moro gusara koji su pljačkali Panay sela. Salcedo je također uništio utvrde na otocima Ilin i Lubang, na jugu tj. sjeverozapadu Mindora.: 79

### Luzon i osvajanje Manile
Godine 1570., nakon što je čuo za bogate resurse u Luzonu, Legazpi je otpremio Martína de Goitija istražiti sjeverne regije. Doplovivši u Batangas sa snagom od 120 Španjolaca i 600 Visayanca iz Cebua i Panaya , de Goiti je istraživao rijeku Pansipit koji uvire u jezero Taal: 79 Dana 8. svibnja, stigli su u Manila Bay. Tamo su ih dobro dočekali domoroci. Goitijevi vojnici su se utaborili tamo za nekoliko tjedana, dok se formirao savez s muslimanskim vođom, Tariqom Sulejmanom, koji je bio vazal sultana Bolkiaha od Bruneja. Legazpi je htio koristiti luku u Manili luke kao bazu za trgovinu s Kinom, ali je to Sulejman odbio. Dana 24. svibnja 1570, nakon što su izbili sporovi i neprijateljstvo između dvije skupine, Španjolci su zauzeli islamiziranu državu Tondo i Manilu koristeći Cebuance i plaćeničke Illongos kao većinu španjolske vojske, one iste Visayansce koji su bili u ratu s onim islamskim državama, čak i prije nego što su Španjolci stigli.
Iste godine, više pojačanja je stiglo na Filipine, što je navelo Legazpija da ostavi Cebu i pođe do Panaye a zatim i Luzona. On je unovačio 250 španjolskih vojnika i 600 domorodačkih    ratnika za istraživanje područja Leyte i Panay. Sljedeće godine on je slijedio Goitija i Salceda za Manilu, nakon što je čuo da su sela bila osvojena.
Tijekom rane faze istraživanja u sjevernom dijelu Filipina, López de Legazpi je ostao u Cebuu, i nije pratio svoje ljude tijekom njihove kolonizacije Manile, zbog zdravstvenih problema i starije životne dobi.
U Manili, López de Legazpi je formirao mirovni sporazum s domorodačkim vijećima, kao i lokalni vladari, Tariq Sulejman i Lakan Dula. Obje skupine pristale su organizirati Gradsko vijeće, koja se sastojalo od dva gradonačelnika, dvanaest vijećnika i tajnika. López de Legazpi je tamo osnovao naselje   24. lipnja 1571. godine, te je naredio izgradnju zidom opasanog grada Intramuros. On je proglašen grad   glavnim gradom otoka i sjedištem španjolske vlade u Istočnoj Indiji.

U srpnja 1571. osnovao je La Lagunu, Calumpit i Malolos 14.  studenog 1571. i druge gradove uglavnom uz Manila Bay uz pomoć augustinskih redovnika kao što su Martin de Rada, Andres de Urdaneta, Diego de Herrera, Diego Ordóñez de Vivar, Alonso Alvarado. Uspostavio je vladu na otocima, te je postao prvi španjolski guverner Filipina.

### Posljednje godine
U vrijeme Legazpijeve smrti, dijelovi Visayas su prešli u španjolske ruke. Španjolci su se susreli s jakim otporom muslimanskih sultanata na otoku Mindanao, Zambal plemenima na Zambalesu, i Igorot na Kordiljerskim planinama, kao i nekim Wakuo gusarima iz Kine i Japana.

Legazpi je vladao Filipinima godinu dana prije nego što je umro 1572. Umro je siromašan i u bankrotu, ostavivši svega nekoliko pesosa iza sebe jer je većinu svog bogatstva potrošio na ekspedicijama. Pokopan je u crkvi sv. Augustina u Intramurosu.

### Pisma kralju Španjolske
Tijekom posljednjih godina, López de Legazpi je napisao nekoliko pisama kralju Filipu II.  o svom putu u Istočnu Indiju i osvajanjima koje je postigao. Ona su skupno   poznata kao "Cartas al Rey Don Felipe II: sobre la expedición, conquistas y de las Islas progresos Felipinas" (Pisma   kralju Gospodinu Filipu II: u svezi ekspedicija, osvajanja i napretka Filipinskih otoka). Pisma   su još uvijek očuvana i danas u Glavnoj arhiva Indije u Sevilli, u Španjolskoj.

### Uloga religije u ekspediciji
U vrijeme Legazpijeva dolaska, Filipinci su prakticirali islam, hinduizam, budizam. Dio motivacije Španjolaca bio je nametnuti rimokatoličku vjeru.
Uz pomoć augustinaca, franjevaca i drugih redovnika, koji su mu pomogli uspostaviti vlast na otocima, López de Legazpi radio je na pokrštavanju domorodaca. Godine 1609, Antonio de Morga, Alcalde za kaznene slučajeve, u Royal Audiencia Nove Španjolske napisao je:

## Naslijeđe
Legazpijeva i Urdanetina ekspedicija na Filipine stvorila je učinkovitu trans-pacifičku Manila galijsku trgovinu, u kojoj srebro iz meksičkih rudnika   razmijenjivano za kinesku svilu, porculan, indonezijske začine, indijske dragulja i druga dobra dragocjena Europi u to vrijeme. Trgovački put formirao je važnu trgovačku povezanost između Latinske Amerike i azijsko-pacifičke regije s trgovačkim proizvodima koji su se prenosili u Europu preko Havana galija, izdašno financirajući španjolsko carstvo.
Sljedeće 333 godine, od 1565. godine kada je Španjolska prva osnovala koloniju u zemlji do Ugovora iz Pariza 10. prosinca 1898. godine,  Filipini su bili španjolska kolonija (uključujući godine 1762. – 1764, kada su Britanci kontrolirali Manilu i lučki grad Cavite, ali ne i cijelu zemlju).